# Carlo Costly
Carlo Yaír Costly Molina (San Pedro Sula, 18 juli 1982) is een Hondurees voetballer die sinds oktober 2015 bij de club CD Olimpia speelt in de Hondurese competitie. Hij debuteerde in 2007 in het Hondurees voetbalelftal.

## Clubcarrière
Costly speelde van 2002 tot 2006 in de derde divisie van Mexico bij enkele clubs, waaronder de reserveteams van Monarcas Morelia en Pumas UNAM. Hij was op 14-jarige leeftijd naar Mexico-Stad verhuisd, nadat zijn ouders scheidden – zijn vader Anthony was een voormalig 41-voudig international – en zijn moeder trouwde met een Mexicaan. Zijn professionele voetbalcarrière begon Costly in zijn geboorteland bij Deportivo Platense, waar hij in het seizoen 2006/2007 in negentien duels tienmaal scoorde. Dit leverde hem de titel topscorer van het seizoen op. In 2007 vertrok Costly naar Europa, waar hij bij het Poolse GKS Bełchatów drie seizoenen speelde. Hij werd in de pers gelinkt aan een vertrek naar Leeds United AFC, maar vertrok naar Birmingham City FC in 2009 op huurbasis, tot het einde van het seizoen. Op 7 februari maakte hij zijn debuut tegen Burnley FC (1–1). Hij verving Hameur Bouazza na rust. Hij speelde acht wedstrijden, maar kreeg na afloop van het seizoen geen contract aangeboden. Costly weigerde terug te keren naar Polen, omdat hij door de club slecht behandeld zou worden en regelmatig het mikpunt zou zijn van racisme. FC Vaslui trok Costly aan en hij speelde dertien competitieduels voor de Roemeense club, waarna hij geblesseerd raakte en zich liet behandelen in Italië. Na zijn herstelperiode vertrok hij naar Mexico om bij Atlas Guadalajara te gaan spelen. Veel aan spelen kwam hij hier wederom niet toe: Costly sloot het seizoen af bij Houston Dynamo in de Major League Soccer. Vervolgens nam hij een pauze van tien maanden alvorens hij vertrok naar Griekenland om te gaan spelen bij PAE Veria. Zijn debuut volgde op 23 september 2012 tegen PAS Giannina (1–0). In de 78e minuut verving hij de Spanjaard Guille. In twaalf van de vijfentwintig duels die Costly speelde in de Griekse competitie stond hij de volledige negentig minuten op het veld. Dit betekende geen lang verblijf in Griekenland, want op 24 juli 2013 werd de transfer naar Jia League-club Guizhou Zhicheng bekendgemaakt. Een halfjaar later keerde Costly terug naar Honduras bij Real España, na zeven buitenlandse clubs in zes jaar tijd aangedaan te hebben. Op 19 januari 2014 maakte hij zijn debuut na rust tegen Deportes Savio. Na het wereldkampioenschap voetbal 2014 vertrok Costly in augustus naar het Turkse Gaziantepspor, waar hij in zijn eerste maanden met name een reserverol vervulde.

## Interlandcarrière
Carlo Costly maakte zijn debuut in het Hondurees voetbalelftal op 2 juni 2007 in een vriendschappelijke wedstrijd tegen Trinidad en Tobago (3–1). Hij miste het wereldkampioenschap voetbal 2010 in Zuid-Afrika door een blessure, terwijl hij een leidende rol had in de kwalificatie, waarin hij zestien wedstrijden speelde. Op 6 mei 2014 maakte bondscoach Luis Fernando Suárez bekend Costly mee te zullen nemen naar het wereldkampioenschap in Brazilië. De andere geselecteerde aanvallers waren Rony Martínez (Real Sociedad), Jerry Bengtson (New England Revolution) en Jerry Palacios (Alajuelense). Op het wereldkampioenschap stond Costly tegenover de verdediging van Frankrijk, Ecuador en Zwitserland; eenmaal was hij trefzeker, tegen Ecuador. Na het wereldkampioenschap beëindigde Costly zijn interlandcarrière. In totaal speelde hij 74 interlands, waarin hij 32 doelpunten maakte.